# Orlovové
Orlovové (rusky Орло́вы) byl ruský šlechtický (hraběcí a knížecí) rod rozličného původu.

## Historie

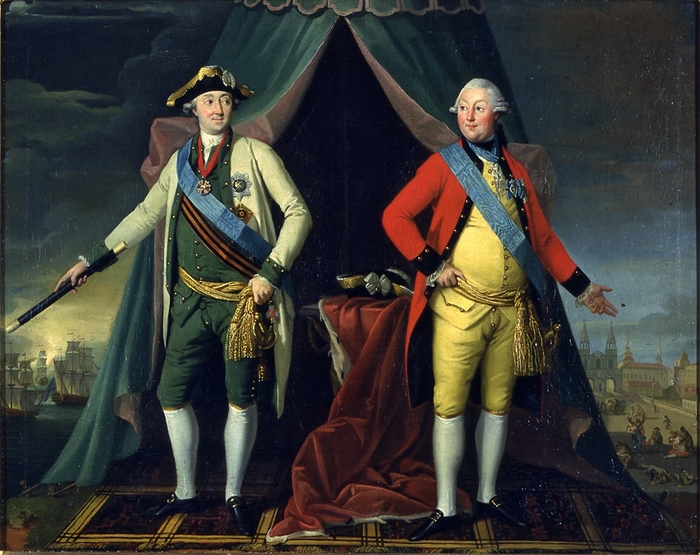
Jean Louis de Veilly: portrét bratří Alexeje a Grigorije Orlovových, rok 1770

Někteří členové rodu dosáhli vzestupu až po nástupu Kateřiny II. na trůn. Rod patřil k nejvýznamnějším v Ruském impériu, vlastnili například Mramorový palác v Petrohradu nebo Velký gatčinský palác v Gatčině.

## Význační členové rodu
- Grigorij Ivanovič Orlov
  - Ivan Grigorjevič Orlov
  - Grigorij Grigorjevič Orlov (1734–1783) – hrabě, ruský vojenský a vládní činitel, favorit carevny Kateřiny II.
  - Alexej Grigorjevič Orlov (1737–1807/1808) – ruský vojenský a vládní činitel, général en chef (1769), hrabě (od roku 1762), spolupracovník Kateřiny II.
    - Anna Alexejevna Orlovová (1785—1848)

  - Fjodor Grigorjevič Orlov (1741—1796) — ruský armádní a vládní činitel, generál-en-chef, vrchní prokurátor státního Senátu.
    - Michail Fjodorovič Orlov (1788—1842) — generálmajor, děkabrista.
    -  Alexej Fjodorovič Orlov (1787–1862) – ruský vládní činitel, generál-adjutant.
      - Nikolaj Alexejevič Orlov (1827–1885) – kníže, účastník krymské války, ruský diplomat, velvyslanec v Bruselu, Paříži a Berlíně, válečný spisovatel a veřejný činitel.
        - Vladimír Nikolajevič Orlov (1868–1927) – kníže, generálporučík, vedoucí polního válečného štábu, jeho manželkou byla Olga Konstantinovna Orlovová (1874–1923), roz. Běloselská-Bělozerská
          - Nikolaj Vladimírovič Orlov (1891–1961) – kníže, jeho manželkou byla kněžna carské krve Naděžda Petrovna Romanovová

  - Vladimír Grigorjevič Orlov (1743–1831) – generálporučík, prezident Petrohradské akademie věd
    - Grigorij Vladimírovič Orlov (1777–1826) – tajný rada, senátor a komorník, milovník umění